# Robert Chase
Robert Chase è un personaggio della serie televisiva statunitense Dr. House - Medical Division, interpretato da Jesse Spencer. È un dottore, uno degli assistenti di Gregory House al Princeton-Plainsboro Teaching Hospital, specializzato in terapia intensiva. Proprio come l'attore che lo interpreta è di origine australiana.

## Caratteristiche
Nell'episodio Sul filo dell'errore vengono rivelati alcuni retroscena della sua vita prima di essere assunto da House: dialogando con la suora malata al fine di ridarle speranza, le confida di essere stato in seminario (in seguito abbandonato) e cita il suo verso della Bibbia preferito.
Oltre a continui riferimenti alla sua agiata situazione economica, House stuzzica Chase più volte anche per questa sua esperienza religiosa. Altra caratteristica fonte di canzonature è la sua origine australiana: House continua a sostenere che è inglese perché, dice, «sulle monete avete la regina, quindi siete inglesi».
Odia il padre, medico di gran fama, colpevole di aver abbandonato sua moglie, ovvero la madre di Chase, portandola all'alcolismo e alla morte. Sua madre è indirettamente il motivo che lo spinse a intraprendere la carriera medica: come lui stesso confessa ad Adams in Genitori, quando sua madre beveva lo chiudeva nello studio del padre dove Chase inevitabilmente si mise a leggere i suoi volumi sulla medicina. Nonostante l'astio contro il padre, Chase rimane sconvolto quando apprende della morte del padre per cancro, e sbaglia la diagnosi nell'episodio Sotto accusa della seconda stagione.
Nella seconda stagione si scopre la sua età reale (30 anni) e in una puntata arriva addirittura a dare (su esplicita richiesta) un bacio sulle labbra a una bambina malata di cancro.
Rischia due volte il licenziamento: nella prima stagione, quando Vogler costringe House a scegliere un membro dello staff da licenziare, viene scelto proprio Chase; nella seconda stagione, quando per una diagnosi errata, uccide un paziente, scatenando varie controversie legali a danno dell'ospedale. Nella quarta stagione viene assunto in chirurgia.
L'ultimo episodio della quinta stagione vede il matrimonio tra Chase e la collega Allison Cameron. La loro relazione durerà fino all'ottavo episodio della sesta stagione, quando Chase chiederà a House di rientrare nel team di medicina diagnostica.
Nella sesta stagione, nel corso dell'episodio "Il Tiranno", Chase si rende responsabile dell'omicidio del paziente del team, Dibala, dittatore genocida di un anonimo stato dell'Africa. Chase e Foreman dovranno rendere conto della morte del paziente alla commissione dell'ospedale, rischiando la galera qualora la verità venga scoperta. Sarà House, falsificando i documenti in modo credibile, a permettere che ciò non avvenga.
Nel corso dell'ottava stagione, Chase subisce un'evoluzione psicologica molto marcata. Nell'episodio "Nella notte" ("After hours"), Chase ha uno scontro verbale e fisico con Tredici, colpevole di aver nascosto in casa una compagna di prigione ferita in modo grave e di averle promesso di non portarla in ospedale. La stagione vede un episodio totalmente dedicato a lui, "Chase", nel corso del quale il medico si innamora di una sua paziente, una donna che vuole diventare suora di clausura, ma la sua vocazione è tentennante. Alla fine dell'episodio la donna deciderà di tornare in convento.
Il terzultimo episodio della stagione, "Post Mortem", è quello che vede Chase abbandonare definitivamente il team di diagnostica, avendo compreso di volere un incarico di maggiore responsabilità. Alla fine della serie, Chase diverrà il nuovo primario del reparto di medicina diagnostica, e acquisirà l'ufficio che era stato di House. Il suo team sarà composto dalle dottoresse Adams e Park.

## Rapporti con i personaggi

### Con House
Chase è uno dei personaggi più particolari della serie. Egli è sopra le righe rispetto agli altri aiutanti di House, si sente sempre in dovere di dimostrare che ha avuto il suo posto per bravura e non perché suo padre (famoso reumatologo) avesse fatto pressione per farlo assumere. Ma questo suo carattere lo porta a tradire House durante la permanenza di Edward Vogler, un miliardario che aveva l'intenzione di licenziare House. Secondo Foreman, Chase «Vuole il lavoro [come assistente di House], ma non l'apprezza».
Alla fine della terza stagione House lo licenzia, dicendogli che è ora di cambiare e che ormai ha imparato tutto ciò che poteva insegnargli.
House lo definisce un ruffiano: infatti per salvarsi il posto lo tradisce per Vogler rivelando particolari e aiutandolo contro il diagnosta e per questo è forse il personaggio più bersagliato, nelle prime tre stagioni, dalle frecciate del capo.

### Con Cameron
Nella seconda stagione Chase e Cameron vanno a letto insieme. Nella terza stagione la storia riprende e Chase rivela molta dolcezza. La loro storia, nata come un accordo per copulare senza alcuna conseguenza, finirà in una vera e propria relazione proprio grazie alla determinazione e al coraggio di Chase nel mostrare i propri sentimenti.
In Salvatori Cameron voleva evitare Chase perché aveva paura che le chiedesse di sposarla, ma poi ha accettato la cosa; inoltre in Sotto la mia pelle ella rivela di conservare lo sperma del marito defunto, cosa non accettata da Chase; in seguito si consiglia con House su come comportarsi con Chase, se chiudere la relazione o accettare le regole del futuro marito. House consiglia a Cameron di mentire a Chase, dicendogli che avrebbe fatto eliminare lo sperma dell'ex-marito. Cameron decide di seguire il consiglio di House ma Chase non le crede, tuttavia accetta che la fidanzata tenga lo sperma del defunto marito perché sa che Cameron ha bisogno di tenere qualcosa delle persone che ama e ha amato. Nell'ultimo episodio della quinta stagione, Ora ambedue le parti, i due si sposano.
Nel corso della sesta stagione, in seguito a diversi problemi coniugali (dovuti all'assassinio del dittatore Dibala, nell'episodio Il tiranno, per mano di Chase) i due giungono al divorzio.

### Con Foreman
Foreman e Chase non si stimano a vicenda, cosa sottolineata da entrambi i personaggi: Foreman lo trova un ruffiano e non apprezza il suo carattere (sottolinea spesso il fatto che abbia una doppia faccia), Chase trova il neurologo una persona noiosa. Tuttavia, nel corso della quinta stagione, i due si confrontano spesso e si consigliano a vicenda.[3] Il loro rapporto migliora drasticamente dalla sesta stagione in poi, anche per merito della maturazione subita dai due nel corso della serie, merito delle numerose esperienze vissute in ospedale: nell'ultima stagione, Foreman arriverà addirittura ad ammettere di essere contento dell'ennesimo ritorno di Chase nel team di House.